# 피안도
《피안도》(彼岸島, Higanjima)는 한국에서 제작된 김태균 감독의 2009년 공포 영화이다. 와타나베 다이 등이 주연으로 출연하였다.

## 출연

### 주연
- 와타나베 다이
- 야마모토 코지
- 미즈카와 아사미
- 이시구로 히데오
- 유게 토모히사
- 타키모토 미오리

## 기타
- 원작자: 마츠모토 코지
- 미술: 나카자와 카츠미